# Aster des Pyrénées
Aster pyrenaeus
Espèce
Classification phylogénétique
Statut de conservation UICN

 EN  : En danger
L'aster des Pyrénées  (Aster pyrenaeus) est une espèce de plante à fleurs du genre Aster, famille des Asteraceae. Elle est rare et endémique des Pyrénées et de la cordillère Cantabrique.

## Description
C'est une plante herbacée.
Description de Jean Henri Jaume Saint-Hilaire dans La flore et la pomone françaises (1831) : « L'Aster des Pyrénées, Aster Pyrenaeus, DESF. est une plante vivace, dont la tige, haute d'environ deux pieds, est munie de feuilles rapprochées, oblongues, sessiles et un peu embrassantes à leur base, entières ou munies de quelques dents au sommet ; les fleurs sont grandes, d'un bleu lilas ; toute la plante est velue. Fleurit : en juillet et en août. Habitat : les Pyrénées, où elle est assez rare. 
« C'est de toutes nos plantes, dit Lapeyrouse, celle que j'ai cherchée avec le plus de soins pendant de longues années et toujours inutilement ; j'ai enfin réussi à la trouver à la montagne d'Esquierry, parmi le gazon, au grand pied d'un rocher à droite, en face du lac.»
La description qu'il donne de l'espèce sauvage comparée à la plante cultivée au Jardin du roi, prouve «  qu'une longue culture n'a point déformé celle de nos jardins, et n'a rien changé ni dans son port, ni dans ses caractères les plus essentiels. »